# Vergessene Stunde
Vergessene Stunde (Alternativtitel: Schwarzer Engel, Originaltitel: Black Angel)  ist ein in Schwarzweiß gedrehter US-amerikanischer Film noir von Roy William Neill aus dem Jahr 1946. Er entstand nach dem Kriminalroman Black Angel (deutsch Schwarzer Engel) von Cornell Woolrich.

## Handlung
Der einst erfolgreiche Komponist und Musiker Marty Blair ist nach der Trennung von seiner Frau Marvis zum alkoholkranken Kneipenpianisten heruntergekommen. Am Hochzeitstag will er die in einem Luxusapartment wohnende Marvis besuchen und kündigt sein Kommen mit einer Brosche in Herzform an, die ein Bote abgibt. Marty wird auf Marvis’ Weisung der Zutritt zum Gebäude verweigert, er beobachtet aber, wie ein anderer Mann anstandslos zu ihr vorgelassen wird. In dieser Nacht betrinkt sich Marty bis zur Besinnungslosigkeit, weshalb ihn sein Freund Joe vom Klavier in der Bar in sein Pensionszimmer bringt und einschließen lässt. In derselben Nacht entdeckt Kirk Bennett die tote Marvis, in ihrem Schlafzimmer auf dem Boden liegend. Sie trägt Martys Brosche. Bennett wendet sich zum Gehen, stellt den Plattenspieler ab und greift zum Telefon. Als er ein Geräusch hört, geht er zurück ins Schlafzimmer. Die Brosche, die eben noch auf Marvis' Brust lag, ist verschwunden. Bennett wird beim fluchtartigen Verlassen des Apartmenthauses von Marvis' Dienstmädchen erkannt. Als er zu seiner Frau zurückkehrt, trifft er zwei Polizeidetektive an. Sie nehmen ihn zum Verhör mit, Bennett beteuert seine Unschuld. Eine Pistole, die er bei sich hatte, belastet ihn zusätzlich.
Es kommt ans Licht, dass Bennett Marvis aushielt. Er wollte die Zahlungen einstellen, sie drohte ihm damit, dann Bennetts Ehefrau Catherine aufzuklären.
Trotz Bennetts offensichtlicher Untreue setzt Catherine alles daran, ihren Mann vor der Mordanklage zu retten. Der einzige Anhaltspunkt ist die Brosche in Herzform, die der Toten nach der Entdeckung durch Bennett entwendet wurde und zum wahren Mörder führen könnte. Catherine bittet Marty, ihr zu helfen. Dieser willigt nach anfänglichem Zögern ein. Ihre Recherchen führen sie zu dem Nachtclubbesitzer Marko, in dem Marty den Mann wiedererkennt, der Marvis in der Mordnacht besuchte. Catherine und Marty lassen sich als Musiker einstellen, und Catherine beginnt eine Affäre mit Marko, um ihn auszuspionieren. In Markos Tresor findet sie einen Brief. Dieser beweist, dass er von Marvis erpresst wurde, aber Marko besitzt ein Alibi für die Tatzeit.
Marty, der sich in Catherine verliebt hat, wird von ihr zurückgewiesen. Während sie ihren Mann, dessen Hinrichtung kurz bevorsteht, im Gefängnis besucht, betrinkt sich Marty hemmungslos. In einer Kneipe begegnet er einer Frau, die die gesuchte Brosche trägt, und ihm eröffnet, dass er ihr diese vor einigen Monaten schenkte. Martys Gedächtnis kehrt zurück: Er selbst hat im Rausch den Pensionswirt bestochen, ihn aus seinem verschlossenen Zimmer zu befreien, dann Marvis erdrosselt und der Toten die Brosche abgenommen. Er stellt sich der Polizei, um Bennetts Hinrichtung zu verhindern.

## Hintergrund
Vergessene Stunde startete am 2. August 1946 in den amerikanischen Kinos und am 2. Juni 1950 in der BRD. Woolrich missfiel die Verfilmung, die starke Änderungen und Kürzungen an seiner Romanvorlage vorgenommen hatte.
Vergessene Stunde war die letzte Regiearbeit Neills, der viele der Sherlock-Holmes-Filme der 1940er Jahre gedreht hatte. 1946 starb er, 59-jährig, in seiner Heimat England an einem Herzinfarkt.

## Kritik
„Ein weiteres lausiges Beispiel für abgedroschene Kriminalliteratur. Wenn der Film den Eindruck erweckt, über dem Durchschnitt des Allerwelts-Whodunits zu liegen, dann Dank der vielseitigen darstellerischen Leistung von Dan Duryea. […] Der Handlung fehlt Tempo und Spannung, da das emsige Bemühen des Autors, die Identität des Mörders zu verbergen, zu leicht zu durchschauen ist.“

„Eine nicht unbedingt blütenreine Cornell-Woolrich-Verfilmung, da der brütende Subjektivismus […] zurechtgestutzt wurde, um einen stimmungsvollen Thriller im Stil von Zeuge gesucht zu schaffen […] Den authentischen Hauch von Noir liefert Duryea, der grandios in einer (ausnahmsweise) sympathischen Rolle ist.“

„Atmosphärisch und darstellerisch origineller B-Krimi in der Tradition der Schwarzen Serie" [sic], der zusätzlichen Reiz aus der ungewöhnlichen Vorlage bezieht.“